# 木橘
木橘（学名：Aegle marmelos），又名木蘋果、孟加拉苹果、孟加拉木苹果、日本苦橙，或音譯作貝爾果、貝兒果，为芸香科木橘属下的唯一物种。
原生於印度次大陸及东南亚，本物種見於印度、孟加拉国。
木橘樹在印度教和佛教都被認為是神聖的。

## 描述
木橘樹是一種落葉植物，屬於小型到中型的樹種，最高可達13（43英尺）高。

## 文化
在尼泊爾首都加德滿都，當地原住民內瓦爾人（Newari）的女孩會在兩、三歲到進入青春期之前期間與一顆木橘的果實蒂結一次「果實婚」。

## 外部連結
- 維基物種上的相關：木橘